# Đại học Chongshin
Đại học Chongshin (tiếng Hàn: 총신대학교) là một trường đại học Công giáo lớn ở Seoul, Hàn Quốc. Trường có mối liên hệ lịch sử sâu đậm với Giáo hội Trưởng Lão (Cơ Đốc). Hiệu trưởng hiện nay của trường là Kim In-hwan (김인환).

## Chương trình giảng dạy
Có tám bộ môn đào tạo bậc đại học: Công tác Xã hội, Nghiên cứu Nhi đồng, Nhạc Giáo đường, Giáo dục Tuổi thơ ấu, Giáo dục Lịch sử, Giáo dục tiếng Anh, Giáo dục Đạo Cơ Đốc và Thần học. Giáo dục sau đại học được chia ra trường dòng và viện nghiên cứu. Viện nghiên cứu chính có các khóa cao học các ngành: Thầnh học, Văn học, Âm nhạc. Trình độ tiến sĩ có ngành Thần học. Ngoài ra còn có các viện nghiên cứu Giáo dục, Truyền giáo và Công tác Xã hội.

## Lịch sử
Trường được thành lập như một trường dòng năm 1901 bởi Đại hội Trưởng Lão Triều Tiên. Trường tọa lạc tại Bình Nhưỡng vào lúc đó với tên gọi là Trường dòng Thần học Bình Nhưỡng (평양 신학교). Hiệu trưởng đầu tiên là một nhà truyền giáo người Mỹ Thomas Moffatt. Năm 1938, trường bị chính quyền chiếm đóng Nhật Bản buộc đóng cửa và được mở cửa trở lại năm 1945, hiện tọa lạc tại Seoul. Một trường cao đẳng với chương trình 4 năm được lập năm 1969.  Trường dòng trở thành viện đào tạo trình độ đại học năm 1978 và trở thành trường đại học năm 1995.